# Resolutie 1976 Veiligheidsraad Verenigde Naties
Resolutie 1976 van de Veiligheidsraad van de Verenigde Naties werd op 11 april 2011 unaniem door de VN-Veiligheidsraad aangenomen.
De door Rusland voorgedragen resolutie vroeg de inspanningen tegen de piraterij in Somalische wateren op te voeren en overwoog de oprichting van gespecialiseerde rechtbanken om piraten te berechten.

## Achtergrond
In 1960 werden de voormalige kolonies Brits Somaliland en Italiaans Somaliland onafhankelijk en samengevoegd tot Somalië. In 1969 greep het leger de macht en werd Somalië een socialistisch-islamitisch land. In de jaren 1980 leidde het verzet tegen het totalitair geworden regime tot een burgeroorlog en in 1991 viel het centrale regime. Vanaf dan beheersten verschillende groeperingen elke een deel van het land en enkele delen scheurden zich ook af van Somalië. Toen milities van de Unie van Islamitische Rechtbanken de hoofdstad Mogadishu veroverden greep buurland Ethiopië in en heroverde de stad. In 2008 werd piraterij voor de kust van Somalië een groot probleem.

## Inhoud

### Waarnemingen
Er bleef ernstige bezorgdheid over het gevaar dat piraterij nabij Somalië vormde voor de internationale scheepvaart.
Ook werd het stijgend aantal gevallen van gijzelnemingen door piraten sterk veroordeeld.
De Somalische economie moest worden heropgebouwd om de onderliggende oorzaken van de piraterij, waaronder armoede, aan te pakken.
Tegelijkertijd was men bezorgd over beschuldigingen van illegale visserij en het dumpen van giftig afval die door de piraten aangehaald werden om hun criminele activiteiten te rechtvaardigen.
Alle landen waren opgeroepen deel te nemen aan de strijd tegen deze piraterij.
De VN en andere internationale organisaties werkten aan de versterking van de juridische systemen van landen als Somalië, Kenia en de Seychellen om de piraten te berechten.
Desondanks werden vele verdachten zonder proces weer vrijgelaten.

### Handelingen
De Veiligheidsraad onderkende de voortdurende instabiliteit van Somalië als een van de onderliggende oorzaken van het piraterijprobleem.
De landen en internationale organisaties werden gevraagd de Somalische autoriteiten bij te staan om een systeem van bestuur een ordehandhaving op te zetten in wetteloze gebieden vanwaaruit piraten opereerden.
Er werd ook gevraagd onderzoek te verrichten naar de beschuldigingen inzake illegale visserij en het dumpen van giftig afval.
Verder moest ook de juridische capaciteit van Somalië en de landen in de regio opgevoerd worden om piraten te kunnen berechten.
De Veiligheidsraad overwoog voorts de oprichting van gespecialiseerde Somalische rechtbanken in de regio voor hetzelfde doel.

## Verwante resoluties
- Resolutie 1964 Veiligheidsraad Verenigde Naties (2010)
- Resolutie 1972 Veiligheidsraad Verenigde Naties
- Resolutie 2010 Veiligheidsraad Verenigde Naties
- Resolutie 2015 Veiligheidsraad Verenigde Naties

Lijst ·  1967 ·  1968 ·  1969 ·  1970 ·  1971 ·  1972 ·  1973 ·  1974 ·  1975 ·  1976 ·  1977 ·  1978 ·  1979 ·  1980 ·  1981 ·  1982 ·  1983 ·  1984 ·  1985 ·  1986 ·  1987 ·  1988 ·  1989 ·  1990 ·  1991 ·  1992 ·  1993 ·  1994 ·  1995 ·  1996 ·  1997 ·  1998 ·  1999 ·  2000 ·  2001 ·  2002 ·  2003 ·  2004 ·  2005 ·  2006 ·  2007 ·  2008 ·  2009 ·  2010 ·  2011 ·  2012 ·  2013 ·  2014 ·  2015 ·  2016 ·  2017 ·  2018 ·  2019 ·  2020 ·  2021 ·  2022 ·  2023 ·  2024 ·  2025 ·  2026 ·  2027 ·  2028 ·  2029 ·  2030 ·  2031 ·  2032